# Katja Heinze
Katja Heinze (* 13. Oktober 1969) ist deutsche Chemikerin und Professorin für anorganische Chemie an der Johannes Gutenberg-Universität Mainz.

## Werdegang
1995 erhielt Heinze ihr Diplom in Chemie an der Universität Heidelberg. Ihre Promotion schloss sie dort im Jahr 1998 zum Thema „Tripod-Cobalt-Komplexe“ in der Gruppe von G. Huttner ab. 1999 war sie als Postdoktorandin an der Universität Zürich in der Gruppe von H. Berke. 2004 schloss sie ihre Habilitation zum Thema „Festphasensynthese mehrkerniger Metallkomplexe“ ab. Seit 2008 ist sie Professorin für anorganische Chemie an der Johannes Gutenberg-Universität Mainz.

## Forschung
Ihre Forschung beschäftigt sich mit lumineszierenden Übergangsmetallkomplex-Chromophoren für verschiedene Anwendungen, Grundlagen der Elektronentransferreaktionen, Photosynthese, biomimetische Chemie und biomimetischer homogener Katalyse. Seit 2017 leitet sie das DFG-Schwerpunktprogramm SPP 2102 "Light-controled reactivity of metal complexes".

## Auszeichnungen und Ehrungen
Heinze erhielt im Laufe ihrer Karriere mehrere Preise:
- Theodor-Förster-Gedächtnisvorlesung, 2024[8]
- Elisabeth und Horst-Dietrich Hardt-Preis, 2022[9]
- Interregionaler Wissenschaftspreis, 2014[10][11][12]
- Hengstberger Preis der Universität Heidelberg, 2007[3][13]
- Lieseberg Preis der Universität Heidelberg, 2002[3][14]

Seit 2023 ist sie korrespondierendes Mitglied der Niedersächsischen Akademie der Wissenschaften zu Göttingen.

## Ausgewählte Publikationen
Bedeutende Publikationen aus ihrer Forschungstätigkeit sind beispielsweise:
- M. Dorn, J. Kalmbach, P. Boden, A. Päpcke, S. Gómez, C. Förster, F. Kuczelinis, L. M. Carrella, L. Büldt, N. Bings, E. Rentschler, S. Lochbrunner, L. González, M. Gerhards, M. Seitz, K. Heinze: A Vanadium(III) Complex with Blue and NIR-II Spin-Flip Luminescence in Solution. In: Journal of the American Chemical Society. Band 142, Nr. 17, 29. April 2020, S. 7947–7955, doi:10.1021/jacs.0c02122.
- C. Förster, K. Heinze: Photophysics and photochemistry with Earth-abundant metals – fundamentals and concepts. In: Chemical Society Reviews. Band 49, Nr. 4, 2020, S. 1057–1070, doi:10.1039/C9CS00573K.
- S. Treiling, C. Wang, C. Förster, F. Reichenauer, J. Kalmbach, P. Boden, J. P. Harris, L. Carrella, E. Rentschler, U. Resch-Genger, C. Reber, M. Seitz, M. Gerhards, K. Heinze: Luminescence and Light‐Driven Energy and Electron Transfer from an Exceptionally Long‐Lived Excited State of a Non‐Innocent Chromium(III) Complex. In: Angewandte Chemie International Edition. Band 58, Nr. 50, 9. Dezember 2019, S. 18075–18085, doi:10.1002/anie.201909325, PMID 31600421, PMC 6916301 (freier Volltext).
- P. Veit, C. Volkert, C. Förster, V. Ksenofontov, S. Schlicher, M. Bauer, K. Heinze: Gold( ii ) in redox-switchable gold( i ) catalysis. In: Chemical Communications. Band 55, Nr. 32, 2019, S. 4615–4618, doi:10.1039/C9CC00283A.
- C. Wang, S. Otto, M. Dorn, E. Kreidt, J. Lebon, L. Sršan, P. Di Martino-Fumo, M. Gerhards, U. Resch-Genger, M. Seitz, K. Heinze: Deuterated Molecular Ruby with Record Luminescence Quantum Yield. In: Angewandte Chemie International Edition. Band 57, Nr. 4, 22. Januar 2018, S. 1112–1116, doi:10.1002/anie.201711350.
- S. Preiß, C. Förster, S. Otto, M. Bauer, P. Müller, D. Hinderberger, H. H. Haeri, L. Carella, K. Heinze: Structure and reactivity of a mononuclear gold(II) complex. In: Nature Chemistry. Band 9, Nr. 12, Dezember 2017, S. 1249–1255, doi:10.1038/nchem.2836.
- S. Otto, M. Grabolle, C. Förster, C. Kreitner, U. Resch-Genger, K. Heinze: [Cr(ddpd) 2 ] 3+ : A Molecular, Water-Soluble, Highly NIR-Emissive Ruby Analogue. In: Angewandte Chemie International Edition. Band 54, Nr. 39, 21. September 2015, S. 11572–11576, doi:10.1002/anie.201504894.
- A. Breivogel, M. Meister, C. Förster, F. Laquai, K. Heinze: Excited State Tuning of Bis(tridentate) Ruthenium(II) Polypyridine Chromophores by Push-Pull Effects and Bite Angle Optimization: A Comprehensive Experimental and Theoretical Study. In: Chemistry - A European Journal. Band 19, Nr. 41, 4. Oktober 2013, S. 13745–13760, doi:10.1002/chem.201302231.

Sechs ihrer meistzitierten Publikationen sind:
- Rute André, Filipe Natálio, Madalena Humanes, Jana Leppin, Katja Heinze: V2O5 Nanowires with an Intrinsic Peroxidase-Like Activity. In: Advanced Functional Materials. Band 21, Nr. 3, 8. Februar 2011, S. 501–509, doi:10.1002/adfm.201001302.
- Franc Meyer, Elisabeth Kaifer, Peter Kircher, Katja Heinze, Hans Pritzkow: Cooperative Transformations of Small Molecules at a Dinuclear Nickel(II) Site. In: Chemistry – A European Journal. Band 5, Nr. 5, 3. Mai 1999, S. 1617–1630, doi:10.1002/(SICI)1521-3765(19990503)5:53.0.CO;2-B.
- Ferrocene—Beauty and Function. In: Organometallics. Band 32, Nr. 20, 28. Oktober 2013, S. 5623–5625, doi:10.1021/om400962w.
- Susanne Mann, Gottfried Huttner, Laszlo Zsolnai, Katja Heinze: Supramolecular Host–Guest Compounds with Tripod–Metal Templates as Building Blocks at the Corners. In: Angewandte Chemie International Edition in English. Band 35, Nr. 23–24, 1996, S. 2808–2809, doi:10.1002/anie.199628081.
- Sohrab Kheradmandan, Katja Heinze, Helmut W. Schmalle, Heinz Berke: Electronic Communication in C4-Bridged Binuclear Complexes with Paramagnetic Bisphosphane Manganese End Groups. In: Angewandte Chemie International Edition. Band 38, Nr. 15, 1999, S. 2270–2273, doi:10.1002/(SICI)1521-3773(19990802)38:153.0.CO;2-6.
- Sven Otto, Markus Grabolle, Christoph Förster, Christoph Kreitner, Ute Resch-Genger: [Cr(ddpd) 2 ] 3+ : A Molecular, Water-Soluble, Highly NIR-Emissive Ruby Analogue. In: Angewandte Chemie International Edition. Band 54, Nr. 39, 21. September 2015, S. 11572–11576, doi:10.1002/anie.201504894.